# Alemayehu Bezabeh
Alemayehu Bezabeh Desta (19 de septiembre de 1986, Adís Abeba, Etiopía) es un atleta español, especialista en pruebas de fondo y campo a través.

## Biografía
Bezabeh nació en Adís Abeba en 1986. En 2004 llegó a España, donde permaneció como inmigrante sin papeles, durmiendo en las calles de Madrid durante un mes. Solía correr para pasar el rato hasta que entrenadores del Club Atletismo Bikila de esa ciudad se dieron cuenta de su potencial. Le hicieron unos estudios genéticos para saber su edad exacta, ya que no disponía de documentación. Se averiguó que nació en 1986, poniendo el 1 de enero como la fecha de referencia, aunque posteriormente se tuvo acceso a su partida de nacimiento, en la que figura la fecha de 19 de septiembre de 1986.
Tras conseguir la nacionalidad española en 2007, compitió en los Juegos Olímpicos de Pekín 2008 en la disciplina de 5.000 metros. El 14 de diciembre del mismo año consiguió la séptima posición en el Campeonato Europeo de Campo a Través, celebrado en Bruselas, proclamándose campeón de Europa por equipos con el equipo español formado por Ayad Lamdassem, Javier Guerra, Sergio Sánchez, Carles Castillejo y él mismo.
En 2009 fue el primer español en porclamarse campeón de Europa de Campo a Través, al vencer en la prueba disputada en Dublín.
El 4 de junio de 2010 Bezabeh batió el récord de España de 5000 metros en el mitin de los Bislett Games en Oslo con un tiempo de 12:57:25, siendo el primer español en bajar de los 13 minutos en esa prueba.
En 2011 se vio implicado en la Operación Galgo, acusado de dopaje. El 28 de marzo del mismo año fue absuelto por la Real Federación Española de Atletismo; sin embargo, el 10 de junio el Consejo Superior de Deportes revisó el caso y lo sancionó con dos años de suspensión y una multa de 3000 euros.
Cumplida su sanción, en 2013 volvió a competir, proclamándose campeón de España de 5000 metros. En diciembre venció por segunda vez en el Campeonato Europeo de Campo a Través, esta vez celebrado en Belgrado, consiguiendo asimismo el título por equipos.
A partir de 2014 empezó a correr también los 10000 metros, distancia en la que se proclamó campeón de España ese mismo año. Desde entonces se ha ido apartando de las carreras en pista y se ha concentrado en el campo a través y la media maratón.

## Palmarés
- 11º 5000 m JJ. OO. de Pekín (2008)
- 7º Campeonato de Europa de cross (Bruselas 2008)
- 1º Campeonato de Europa de cross por clubes (Estambul 2009)
- 1º Campeonato de España de cross por clubes (Cáceres 2009)
- 1º Campeonato de España de cross (Albacete 2009)
- 7º 5000 m Campeonato de Europa de Atletismo (Barcelona 2010)
- 1º Campeonato de Europa de cross (Belgrado 2013)
- 2º Campeonato de Europa de cross (Hyères, Francia 2015)

## Mejores Marcas
| Superficie | Distancia     | Tiempo   | Lugar    | Fecha                   |
| ---------- | ------------- | -------- | -------- | ----------------------- |
| Pista      | 1500 m        | 3:39.85  | Huelva   | 9 de junio de 2010      |
| Pista      | 3000 m        | 7:45.98  | Huelva   | 7 de junio de 2005      |
| Pista      | 5000 m        | 12:57.25 | Oslo     | 4 de junio de 2010      |
| Pista      | 10000 m       | 28:12:85 | Lisboa   | 29 de marzo de 2014     |
| Ruta       | 10 km         | 28:06    | Madrid   | 31 de diciembre de 2008 |
| Ruta       | Media maratón | 1:03:31  | Valencia | 22 de octubre de 2017   |